# Blood Red Sandman
«Blood Red Sandman» — второй сингл группы Lordi из альбома The Monsterican Dream.

## О сингле
Оригинальное название песни было «Blood Red Santa», но Аско Каллонен из BMG Finland решил, что это название неуместно для Рождества, и многие люди хотели запретить это название, потому что оно содержит жестокий образ Санты. В опровержение этого, Lordi решили изменить название на «Blood Red Sandman». Существует также промоверсия, выпущенная лейблом Mayan Records для продвижения сборника The Monster Show.
Некоторые люди считают, что песня может быть ссылкой на Фредди Крюгера. Другие считают, что песня об убийце Джеке Потрошителе, который терроризировал Лондон в 1888 году, так как в песне поется - "They call me the Leather Apron"(Они называли меня Кожаный Фартук), Кожаный Фартук - это одно из прозвищ Джека-потрошителя.

## Список композиций
Финская версия
1. «Blood Red Sandman»
2. «Pyromite»
3. «To Hell With Pop»

Проморелиз
1. «Blood Red Sandman»
2. «Devil Is A Loser»
3. «Would You Love A Monsterman?»

## Клип
Трио молодых людей решили разобрать старые вещи в хижине, ночью, как в фильме «Зловещие мертвецы». Дверь распахивается, и они находят коробку, в которой играет песня «Blood Red Sandman», куклу и кассету, которая начинает играть, когда они её подключают. Мужчину душит невидимая сила (на самом деле это басист Kalma). Одна из женщин также затянута в шкаф гитаристом Amen. Затем появляется группа и в волшебную цепочку попадает вторая женщина в кресле-качалке, продолжая петь песню. Её друзья появляются вновь в образах зомби. Группа продолжает петь до тех пор, пока не закончится плёнка. Затем группа и зомби исчезают.